# Parre
Parre is een gemeente in de Italiaanse provincie Bergamo (regio Lombardije) en telt 2821 inwoners (31-12-2004). De oppervlakte bedraagt 22,5 km², de bevolkingsdichtheid is 123 inwoners per km².
De volgende frazioni maken deel uit van de gemeente: Ponte Selva, Sant' Alberto, Martorasco.

## Demografie
Parre telt ongeveer 1110 huishoudens. Het aantal inwoners steeg in de periode 1991-2001 met 10,1% volgens cijfers uit de tienjaarlijkse volkstellingen van ISTAT.
| Jaar | Inwoneraantal |
| ---- | ------------- |
| 1991 | 2457          |
| 2001 | 2706          |

## Geografie
De gemeente ligt op ongeveer 650 m boven zeeniveau.
Parre grenst aan de volgende gemeenten: Ardesio, Clusone, Piario, Ponte Nossa, Premolo, Villa d'Ogna.